# سیارک ۳۱۳۳۸
سیارک ۳۱۳۳۸ (به انگلیسی: 31338 Lipperhey، نامگذاری:1998HX147) سی و یک هزار و سیصد و سی و هشتمین سیارک کشف شده‌است که در ۲۵ آوریل ۱۹۹۸ کشف شد.